# Facka společenskému vkusu

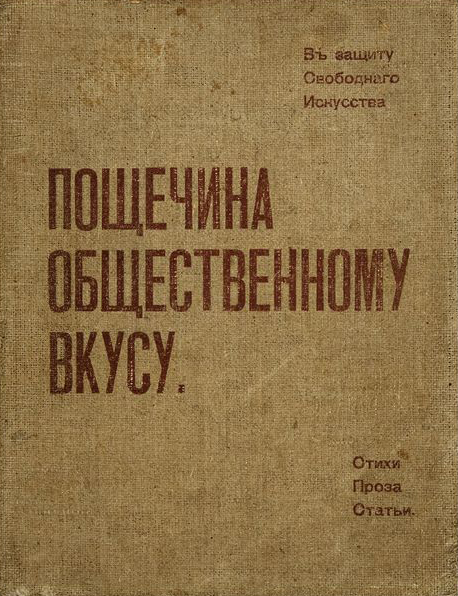
Obálka sborníku

Facka společenskému vkusu nebo také Facka veřejnému vkusu (rusky Пощёчина общественному вкусу) je futuristický sborník vydaný 18. prosince 1912. Je známý hlavně díky doprovodnému manifestu.
Ve sborníku své básně publikovali Velemir Chlebnikov, Vladimir Majakovskij, David Burljuk, Alexej Kručonych a Benedikt Livšic. Sborník také obsahuje díla Nikolaje Burljuka a Visilije Kandinského.
Manifest připojený ke sbírce, znovu vydaný o čtyři měsíce později jako leták, popřel všechny předchozí estetické hodnoty a oznámil rozchod s dosavadní literární tradicí. Text manifestu složili Burljuk, Kručonych a Majakovskij za jeden den v moskevském hotelu Romanovka.